# Efraim Racker
Efraim Racker (Nowy Sącz, 28 de junho de 1913 — Syracuse, 9 de setembro de 1991) foi um bioquímico polaco.
Efraim foi o responsável pela identificação e isolamento do Factor 1 (primeira parte da ATP sintase).